# Theatrum Europaeum
«Theatrum Europaeum», «Театр Європи» — фундаментальна, багато ілюстрована хроніка в 19-ти томах, що видавалася німецькою мовою у Франкфурті-на-Майні (Німеччина) упродовж 1634—1738. Видання було розпочате типографом та художником Матвієм Меріаном (22 вересня 1593 — 2-га половина 17 ст.), швейцарцем за походженням, який переїхав до Франкфурта-на-Майні. Цю справу підтримали і продовжили його сини Каспар, Матвій і, особливо, донька Марія-Сибілла (4 квітня 1647—1717). «Т. Є.» створював цілий колектив істориків: Й.-Ф.Абелін «Готофредус» (т. 1—2), Флітнер, Орхеус, Й.-П.Лотіх (т. 3—5), Й.-Г.Шледер (т. 6—7), В.-Й.Гейгер (т. 8—10) та ряд анонімних авторів. Хроніка містить у собі виклад воєнно-політичної історії Європи з 1618 по 1718, причому, починаючи з 6-го т., відчувається систематизація подій по країнах. При написанні твору активно використовували газети, «летючі листки», листи, універсали й маніфести, карти, плани тощо. Автори, як правило, обмежувалися переказом змісту джерел, однак можна відчути й певну специфіку їхніх поглядів. Видання містить у собі чимало інформації з історії України, зокрема про участь запорожців у Тридцятилітній війні 1618—48, боротьбу українського народу проти агресії Османської імперії, Хотинську війну 1621, ординські наскоки. Велику увагу в 6—7-му томах було приділено Національно-визвольній війні українського народу 1648—58, у подальших томах чимало писалося про добу Руїни, про гетьманат І.Мазепи тощо. У хроніці є багато цікавого ілюстративного матеріалу, наприклад: портрети Б.Хмельницького, дружини Т.Хмельницького Д.-Р.Хмельницької, посмертний портрет полковника М.-С.Кричевського, план Лоєвської битви 1649, мапу облоги Ставищ 1664 року з експлікацією та ін. На сьогодні українською мовою видані лише ті фрагменти пам'ятки, які стосуються подій Національно-визвольної війни українського народу (1648—49 і 1651). В Україні єдиний повний комплект «Т. Є.» зберігається в Науковій бібліотеці Львівського університету.